# Lancer du poids féminin aux Jeux olympiques d'été de 2012
Navigation
Pékin 2008 Rio 2016
Le concours du lancer du poids féminin aux Jeux olympiques de 2012 s'est déroulé le 6 août 2012 dans le Stade olympique de Londres.
Les limites de qualifications étaient de 18,30 m pour la limite A et de 17,20 m pour la limite B.
La Biélorusse Nadzeya Astapchuk perd son titre olympique à la suite de deux contrôles antidopage réalisés durant les Jeux olympiques qui se sont révélés positifs. La Russe Kolodko est à son tour disqualifiée le 21 août 2016 et sommée de rendre la médaille d'argent qu'elle avait acquise entre-temps.

## Records
Avant cette compétition, les records dans cette discipline étaient les suivants :
| Record du monde  | 22,63 m | Natalya Lisovskaya | Union soviétique | 7 juin 1987     | Moscou |
| Record olympique | 22,47 m | Ilona Slupianek    | Union soviétique | 24 juillet 1980 | Moscou |

## Médaillées
| Or            | Argent      | Bronze  |
| Valerie Adams | Gong Lijiao | Li Ling |

## Résultats

### Finale (6 août)
| Rang               | Athlète             | Nationalité      | 1er   | 2e    | 3e    | 4e    | 5e    | 6e    | Résultat | Notes                    |
| ------------------ | ------------------- | ---------------- | ----- | ----- | ----- | ----- | ----- | ----- | -------- | ------------------------ |
| Médaille d'or      | Valerie Adams       | Nouvelle-Zélande | 20,61 | X     | 20,70 | X     | X     | 20,24 | 20,70 m  |                          |
| Médaille d'argent  | Gong Lijiao         | Chine            | 20,13 | 19,67 | 19,91 | 19,76 | 20,22 | 20,00 | 20,22 m  | PB                       |
| Médaille de bronze | Li Ling             | Chine            | 18,87 | 18,77 | 19,28 | X     | 19,63 | 19,58 | 19,63 m  |                          |
| 4                  | Michelle Carter     | États-Unis       | 19,05 | 18,83 | 18,92 | 19,42 | 19,12 | 18,88 | 19,42 m  |                          |
| 5                  | Liu Xiangrong       | Chine            | 19,18 | 18,88 | 18,74 | X     | 18,47 | 18,77 | 19,18 m  |                          |
| 6                  | Geisa Arcanjo       | Brésil           | 18,27 | X     | 19,02 | X     | X     | 17,19 | 19,02 m  | PB                       |
| 7                  | Irina Tarasova      | Russie           | 19,00 | 18,80 | X     | —     | —     | —     | 19,00 m  |                          |
| 8                  | Natalia Ducó        | Chili            | 18,80 | 18,70 | 18,62 | —     | —     | —     | 18,80 m  | NR                       |
| 9                  | Christina Schwanitz | Allemagne        | 18,20 | 18,47 | X     | —     | —     | —     | 18,47 m  |                          |
| 10                 | Natallia Mikhnevich | Biélorussie      | 18,42 | X     | 18,27 | —     | —     | —     | 18,42 m  |                          |
| DQ                 | Nadzeya Astapchuk   | Biélorussie      | 20,01 | 21,31 | 21,36 | 21,15 | 21,32 | X     | 21,36 m  | Disqualifiée pour dopage |
| DQ                 | Yevgeniya Kolodko   | Russie           | 19,45 | 19,52 | X     | X     | X     | 20,48 | 20,48 m  | Disqualifiée pour dopage |

### Qualifications (6 août)
| Classement | Groupe | Athlète                             | Nationalité       | #1    | #2    | #3    | Resultat | Notes |
| ---------- | ------ | ----------------------------------- | ----------------- | ----- | ----- | ----- | -------- | ----- |
| 1          | A      | Valerie Adams                       | Nouvelle-Zélande  | x     | 20,40 |       | 20,40    | Q     |
| 2          | B      | Yevgeniya Kolodko                   | Russie            | 19,31 |       |       | 19,31    | Q     |
| 3          | A      | Li Ling                             | Chine             | 18,86 | 19,23 |       | 19,23    | Q     |
| 4          | B      | Gong Lijiao                         | Chine             | 19,11 |       |       | 19,11    | Q     |
| 5          | B      | Liu Xiangrong                       | Chine             | 18,87 | 18,96 |       | 18,96    | Q     |
| 6          | B      | Irina Tarasova                      | Russie            | 18,55 | 18,59 | 18,76 | 18,76    | q     |
| 7          | A      | Michelle Carter                     | États-Unis        | 18,27 | 18,63 | x     | 18,63    | q     |
| 8          | A      | Christina Schwanitz                 | Allemagne         | 18,44 | 18,43 | 18,62 | 18,62    | q     |
| 9          | B      | Natallia Mikhnevich                 | Biélorussie       | 18,60 | 18,12 | 18,30 | 18,60    | q     |
| 10         | B      | Geisa Arcanjo                       | Brésil            | x     | 18,47 | 18,33 | 18,47    | q     |
| 11         | B      | Natalia Ducó                        | Chili             | 18,45 | 18,23 | 18,17 | 18,45    | q     |
| 12         | A      | Cleopatra Borel                     | Trinité-et-Tobago | 18,26 | 18,36 | 18,34 | 18,36    |       |
| 13         | B      | Nadine Kleinert                     | Allemagne         | x     | 18,06 | 18,36 | 18,36    |       |
| 14         | A      | Chiara Rosa                         | Italie            | 17,91 | 18,14 | 18,30 | 18,30    |       |
| 15         | A      | Jillian Camarena-Williams           | États-Unis        | 18,22 | 17,99 | 17,51 | 18,22    |       |
| 16         | B      | Úrsula Ruiz                         | Espagne           | 17,99 | x     | x     | 17,99    | PB    |
| 17         | B      | Janina Karolchyk-Pravalinskaya (en) | Biélorussie       | 17,68 | 17,87 | 17,69 | 17,87    |       |
| 18         | A      | Josephine Terlecki                  | Allemagne         | 17,78 | x     | 17,73 | 17,78    |       |
| 19         | B      | Tia Brooks                          | États-Unis        | 17,21 | 17,72 | 17,29 | 17,72    |       |
| 20         | B      | Misleydis González                  | Cuba              | 17,68 | 17,61 | 17,35 | 17,68    |       |
| 21         | A      | Leila Rajabi                        | Iran              | 17,17 | 17,55 | 17,42 | 17,55    |       |
| 22         | A      | Julie Labonté                       | Canada            | 17,48 | 17,32 | x     | 17,48    |       |
| 23         | A      | Anita Márton                        | Hongrie           | 16,29 | 17,04 | 17,48 | 17,48    |       |
| 24         | A      | Anna Avdeyeva                       | Russie            | 17,47 | x     | x     | 17,47    |       |
| 25         | B      | Lin Chia-ying                       | Taipei chinois    | 16,74 | 17,43 | x     | 17,43    | NR    |
| 26         | A      | Mailín Vargas (en)                  | Cuba              | 16,76 | 16,64 | x     | 16,76    |       |
| 27         | A      | Sandra Lemos (en)                   | Colombie          | 16,50 | 16,07 | x     | 16,50    |       |
| 28         | B      | Alexandra Fisher (en)               | Kazakhstan        | 15,84 | 16,16 | x     | 16,16    |       |
| 29         | B      | 'Ana Po'uhila (en)                  | Tonga             | 15,80 | 15,75 | 15,11 | 15,80    |       |
| 30         | A      | Elena Smolyanova (en)               | Ouzbékistan       | 14,35 | 14,43 |       | 14,43    |       |
| NC         | B      | Radoslava Mavrodieva                | Bulgarie          | x     | x     | x     | NC       | NM    |
| NC         | A      | Nadzeya Ostapchuk                   | Biélorussie       | 20,76 |       |       | 20,76    | DSQ/Q |

## Légende
Records et Performances
- AR : Record continental (area record)
- CR : Record des championnats (championship record)
- MR : Record du meeting (meet record)
- NR : Record national (national record)
- OR : Record olympique (olympic record)
- PR : Record paralympique (paralympic record)
- PB : Record personnel (personal best)
- SB : Meilleure performance personnelle de la saison (season's best)
- WL : Meilleure performance mondiale de l'année (world leader)
- WJR : Record du monde junior (world junior record)
- WR : Record du monde (world record)

Circonstances et Conditions
- DNF : N'a pas terminé (did not finish)
- DNS : N'a pas pris le départ (did not start)
- DQ : Disqualification (disqualification)
- NM : Aucun essai valable enregistré (No Mark)
- Q : Qualifié « directement » au prochain tour (ou à la prochaine compétition), lors d'une compétition majeure, grâce au classement ou à la réalisation des minima (automatic qualifier)
- q : Qualifié au prochain tour (ou à la prochaine compétition), lors d'une compétition majeure, grâce au repêchage ou à la réalisation de l'une des meilleures performances parmi celles des « non qualifiés directement » (grâce au meilleur temps ou à la meilleure distance par exemple) (secondary qualifier)